# Jesús García Gabaldón
Jesús García Gabaldón (Tébar, Cuenca, 1961) es un filólogo eslavista y comparatista español. 
Doctor en Filología, profesor de Literatura Rusa y de Teoría de la Literatura y Literatura Comparada en la Universidad Complutense de Madrid. Realizó estudios de Filología Inglesa, Hispánica y de Asia Oriental (China). Ha sido también profesor en las Universidades de Clermont-Ferrand (Francia) y Alfonso X el Sabio de Madrid. 
Su dedicación fundamental se centra en el estudio y edición de los poetas rusos perseguidos.

## Publicaciones principales

### Ediciones de Eslavística
- Anna Ajmátova, Réquiem. Poema sin héroe, Madrid, Cátedra, 1994 (2ª ed. 2006).
- Osip Mandelstam, Coloquio sobre Dante. La cuarta prosa, Madrid, Visor, 1995 (2ª ed. 2004).
- Mijail Bajtín, Escritos sobre el lenguaje, Madrid, Biblioteca Eslava, 1996.
- Jan Baudouin de Courtenay, Sobre la lingüística y el lenguaje, Madrid, Asociación Española de Eslavistas, 1996.
- Alexander Pushkin, El convidado de piedra, ed. y trad. de M. Altolaguirre y O. Sávich, Madrid, Asociación Española de Eslavistas, 1996.
- Mijail Bajtín (1928), Проблемы творчествa Достоевского, ed. facsimilar, Madrid, Biblioteca Eslava, 1997.
- Iván Turguéniev, Rudin, Barcelona, Alba, 1997 (reimpr. 2014).
- Osip Mandelstam, Tristia y otros poemas, Montblanc, Igitur, 1998 (reimpr. 2010).
- Osip Mandelstam, Cuadernos de Vorónezh, Montblanc, Igitur, 1999.
- Fiódor Dostoievski, Memorias de la casa muerta, (en colab. con F. Otero Macías), Barcelona, Alba, 2001 (reimpr. 2004, 2010, 2013).
- Antón Chéjov, Siete cuentos, Madrid, Cátedra, 2004.
- Antón Chéjov, Consejos a un escritor. Cartas sobre el cuento, el teatro y la literatura, (en colab. con E. Piqueras), Madrid, Talleres de Escritura Creativa Fuentetaja, 2005.
- Alexander Blok, Versos de la Bella Dama, Montblanc, Igitur, 2006.
- Sigismund Krzyżanowski, La nieve roja y otros relatos, Madrid, Siruela, 2009.
- Antón Chéjov, Cuentos, ed. J. García Gabaldón, Madrid, Cátedra, 2019.
- Osip Mandelstam, Antología poética, Madrid, Alianza Editorial, 2020.
- Isaak Bábel, Cuentos completos. Narrativa breve, reportajes, diarios, relatos cinematográficos, ed. y trad. de J. García Gabaldón, E. Moya Carrión, A. Serraller Calvo y P. Viejo. Madrid, Páginas de Espuma, 2021.

### Monografías de Eslavística
- Hervás y la Eslavística, Madrid, Asociación Española de Eslavistas, 1997.
- Lingüística rusa moderna, Madrid, Biblioteca Eslava, 1997.

### Ediciones de Estética literaria y Literatura comparada
- Juan Andrés, Origen, progresos y estado actual de toda la literatura, en colab. con S. Navarro Pastor y C. Valcárcel Rivera, dir. por P. Aullón de Haro, Madrid, Verbum, 1997-2002, 6 vols.
- Benedetto Croce, Estética como ciencia de la expresión y lingüística general, (en colab. con  P. Aullón de Haro), Málaga, Ágora, 1997.
- Juan Andrés y la teoría comparatista, (en colab. con P. Aullón de Haro y S. Navarro), Valencia, Biblioteca Valenciana, 2002.

### Monografías de Estética literaria y Literatura comparada
- Teoría programática de la literatura comparada (en colab. con P. Aullón de Haro), Madrid, Heraclea, 1999.
- Juan Chabás: de las vanguardias al exilio (en colab. con J. Pérez Bazo), Valencia, Biblioteca Valenciana, 2001.
- Lo sublime neoclásico, Madrid, Asociación Española de Eslavistas, 2002.